# Biancale di San Marino
Il biancale è un vino la cui produzione è consentita nella repubblica di San Marino. È prodotto con uve biancale al minimo dell'85%, il resto di altre uve bianche locali.

## Caratteristiche organolettiche
- colore: paglierino scarico con riflessi verdolini
- odore: fino, intenso e fruttato
- sapore: secco, morbido e strutturato

## Abbinamenti consigliati
Aperitivi, piatti a base di pesce, soprattutto fritti e spiedi, antipasti di salumi e salse delicate.